# Spilosoma simplicior
Spilosoma simplicior är en fjärilsart som beskrevs av Butler 1881. Spilosoma simplicior ingår i släktet Spilosoma och familjen björnspinnare. Inga underarter finns listade i Catalogue of Life.